# اسیس-سور-سری
اسیس-سور-سری (به فرانسوی: Assis-sur-Serre) یک کمون در فرانسه است که در ان (ا-دو-فرانس) واقع شده‌است. اسیس-سور-سری ۸٫۰۴ کیلومتر مربع مساحت دارد ۷۵ متر بالاتر از سطح دریا واقع شده‌است.